# Лауро Тонеатто
Лауро Тонеатто (італ. Lauro Toneatto, 21 січня 1933, Тальмассонс — 13 травня 2010, Сієна) — італійський футболіст, що грав на позиції захисника. По завершенні ігрової кар'єри — тренер, відомий роботою з низкою італійських футбольних команд, здебільшого з другого і третього дивізіонів країни.

## Ігрова кар'єра
У дорослому футболі дебютував 1953 року виступами за команду «Емполі», в якій провів два сезони, взявши участь у 60 матчах чемпіонату. 
1955 року перейшов до клубу «Сієна», за який відіграв ще 8 сезонів, взявши участь у більш ніж 200 матчах. Завершив професійну кар'єру футболіста у 1963 році.

## Кар'єра тренера
Завершивши кар'єру гравця, залишився у «Сієна», протягом 1964–1966 років очолював тренерський штаб клубу.
1966 року став головним тренером «Барі», в якому молодий фахівець заробив собі реноме, вивівши за три роки команду з третьої за силою Серії C до елітної Серії A. Після цього успіху залишив «Барі» аби очолити команду «Торіно», однак керівництво туринського клубу в останній момент вирішило віддати перевагу кандидатурі іншого молодого тренера Джанкарло Каде. Натомість Тонеатто протягом сезону пропрацював із друголігою «Пізою», а 1970 року повернувся до «Барі». Команда цього клубу на той час знову опинилася у Серії B, і Тонеатто знову був покликаний повернути її до найвищого дивізіону. 
Цього разу вивести «Барі» до Серії A тренеру попри дві спроби не вдалося, тож 1972 року він прийняв пропозицію попрацювати із «Фоджею», яку у першому ж сезоні Лауро вивів до найвищого дивізіону і з якою провів в «еліті» сезон 1973/74. За результатами цього сезону, щоправда, команда знову понизилася у класі. Як згодом з'ясувалося це був єдиний сезон роботи Тонеатто у найвищій лізі італійського футболу. Ппропрацювавши із командою з Фоджі ще один сезон Серії B, тренер був запрошений до «Ареццо», а ще за рік — до «Кальярі».
Подальша його кар'ра розвивалася з командами другого і третього дивізіонів Італії, зокрема він тренував «Сампдорію», «Пізу», «Реджяну» і «Тернану».
Завершував кар'єру тренера наприкінці 1980-х у командах четвертого італійського дивізіону «Рондінелла» і «Сінтія».
Помер 13 травня 2010 року на 78-му році життя у місті Сієна.